# Circuito callejero de Adelaida
El circuito urbano de Adelaida es un circuito de carreras urbano ubicado en el parque East Parklands, adyacente al centro financiero de la ciudad de Adelaida, Australia. Ha albergado once veces el Gran Premio de Australia de Fórmula 1, entre 1985 y 1995, una prueba de la American Le Mans Series el 31 de diciembre de 2000 (la Carrera de los Mil Años), y una carrera clásica de V8 Supercars denominada 500 km de Adelaida desde 1999.
El circuito transcurre por avenidas públicas de la ciudad de Adelaida, así como parte del hipódromo Victoria Park, pasando por el mercado. Es un circuito que para ser urbano, se alcanzan velocidades medias altas. La variante de 3.780 metros de extensión fue utilizada en las carreras de Fórmula 1 y American Le Mans Series, y la de 3.220 metros en las del V8 Supercars.

Trazado más corto utilizado para campeonatos locales de automovilismo, entre ellos el V8 Supercars.

## Fórmula 1 en Adelaida
Como el circuito albergaba el final de cada temporada de Fórmula 1, en algunos casos los campeonatos se decidieron en este circuito. El más claro ejemplo de esto es el Gran Premio de Australia de 1994, cuando Michael Schumacher y Damon Hill se disputaban el título de pilotos. Después de un incidente muy polémico que tuvieron ambos en carrera, no acabó ninguno de ellos la prueba, con lo que el título iba a caer en manos del alemán. En 1986 también hubo una disputa entre Alain Prost y Nigel Mansell, llevándose el título el francés debido a un problema en uno de los neumáticos del automóvil del británico.
El Gran Premio de Australia de 1991 fue la carrera más corta en la historia de Fórmula 1 (hasta que fue superada por el Gran Premio de Bélgica de 2021). El ganador fue el brasileño Ayrton Senna, quien obtendría su tercer y último título mundial. Repetiría victoria dos años después, en el Gran Premio de Australia de 1993, la que a la postre sería su última victoria en Fórmula 1.
Durante los entrenamientos libres del Gran Premio de Australia de 1995, Mika Häkkinen sufrió un aparatoso accidente que casi le cuesta la vida. A partir del siguiente año, el Gran Premio de Australia de Fórmula 1 pasó a disputarse en el Circuito del Gran Premio de Melbourne.

## Ganadores

### Fórmula 1
| Año  | Piloto          | Constructor      | Fecha           | Resultados |
| ---- | --------------- | ---------------- | --------------- | ---------- |
| 1985 | Keke Rosberg    | Williams-Honda   | 3 de noviembre  | Resultados |
| 1986 | Alain Prost     | McLaren-TAG      | 26 de octubre   | Resultados |
| 1987 | Gerhard Berger  | Ferrari          | 15 de noviembre | Resultados |
| 1988 | Alain Prost     | McLaren-Honda    | 13 de noviembre | Resultados |
| 1989 | Thierry Boutsen | Williams-Renault | 5 de noviembre  | Resultados |
| 1990 | Nelson Piquet   | Benetton-Ford    | 4 de noviembre  | Resultados |
| 1991 | Ayrton Senna    | McLaren-Honda    | 3 de noviembre  | Resultados |
| 1992 | Gerhard Berger  | McLaren-Honda    | 8 de noviembre  | Resultados |
| 1993 | Ayrton Senna    | McLaren-Ford     | 7 de noviembre  | Resultados |
| 1994 | Nigel Mansell   | Williams-Renault | 13 de noviembre | Resultados |
| 1995 | Damon Hill      | Williams-Renault | 12 de noviembre | Resultados |